# Tiësto
Tiësto, artiestennaam van Tijs Michiel Verwest (Breda, 17 januari 1969), is een Nederlandse dj, muziekproducent en ondernemer die vaak optreedt op grote dance-evenementen. Hij is verscheidene keren verkozen tot beste dj ter wereld.

## Levensloop
Muziek is altijd Tiësto's grote liefde geweest. Op jongere leeftijd luisterde hij naar shows als de Soul Show van Ferry Maat  en Ben Liebrand’s In the Mix. Vanaf dat moment was het ook zijn passie om platen te draaien en te mixen.
In de periode van 1984 tot 1992 draaide Verwest oude discoplaten op studentenfeesten en tijdens drive-inshows. In die tijd dacht hij nog niet dat hij zijn geld zou kunnen verdienen als dj. Ook begon hij hardcore house te draaien. Maar zijn liefde voor muziek ging al uit naar trance.
Op 19-jarige leeftijd in 1988, stond hij al drie avonden in de week achter de draaitafels in discotheken te Breda (Spock) en omstreken. Wat later ging hij in een platenzaak werken. Hij probeerde eigen werk aan de man te brengen en stuurde veel tapes naar bekendere dj's, clubs en organisaties. Het wilde nog niet echt lukken.
Begin jaren 90 had Tiësto al de ambitie om te gaan produceren, alleen zag hij in dat hij dit niet kon. Hij kocht enkele samplers en computerprogramma’s en ging vervolgens hard aan de slag. Maar dat lukte niet helemaal. Toen besloot hij samen te gaan werken met verscheidene dj's. In 1995 verscheen Tiësto's eerste mix-cd, Forbidden Paradise 3, zijn bekendheid in de dancescene begon te groeien.

### Doorbraak
Eind 1997 richtte Tiësto samen met Arny Bink zijn eigen label Black Hole Recordings op, waarop onder meer de bekende mix-compilatieseries Magik, Space Age, In Search of Sunrise en Nyana werden uitgebracht. Arny Bink was samensteller van Forbidden Paradise 1 en 2 en werd later verantwoordelijk voor het management, de boekingen, het platenlabel en de platenwinkel van Tiësto. 'Black Hole Recordings' was tevens verantwoordelijk voor de uitgave van series van dj's als Ferry Corsten, Cosmic Gate, Johan Gielen en Armin van Buuren. Een van de grote successeries was In Trance We Trust.
In 1997 kwam de eerste mix-cd van DJ Tiësto uit, Magik, Vol. 1: First Flight genaamd. Dit label groeide snel uit zijn voegen, wat voor Tiësto reden was om een sublabel Magik Muzik in het leven te roepen. Dit label is in feite zijn eigen project geworden met klassiekers als Flight 643, van het album In My Memory.
De volgende jaren werd Tiësto steeds bekender. Zijn optreden tijdens Innercity op 20 februari 1999 wordt algemeen gezien als dé doorbraak voor het grote publiek. In de Verenigde Staten debuteerde hij met het album Summerbreeze, waarvan de remix van Deleriums Silence een wereldwijd succes zou worden. Een andere succesvolle remix uit deze periode is Flesh van Jan Johnston.

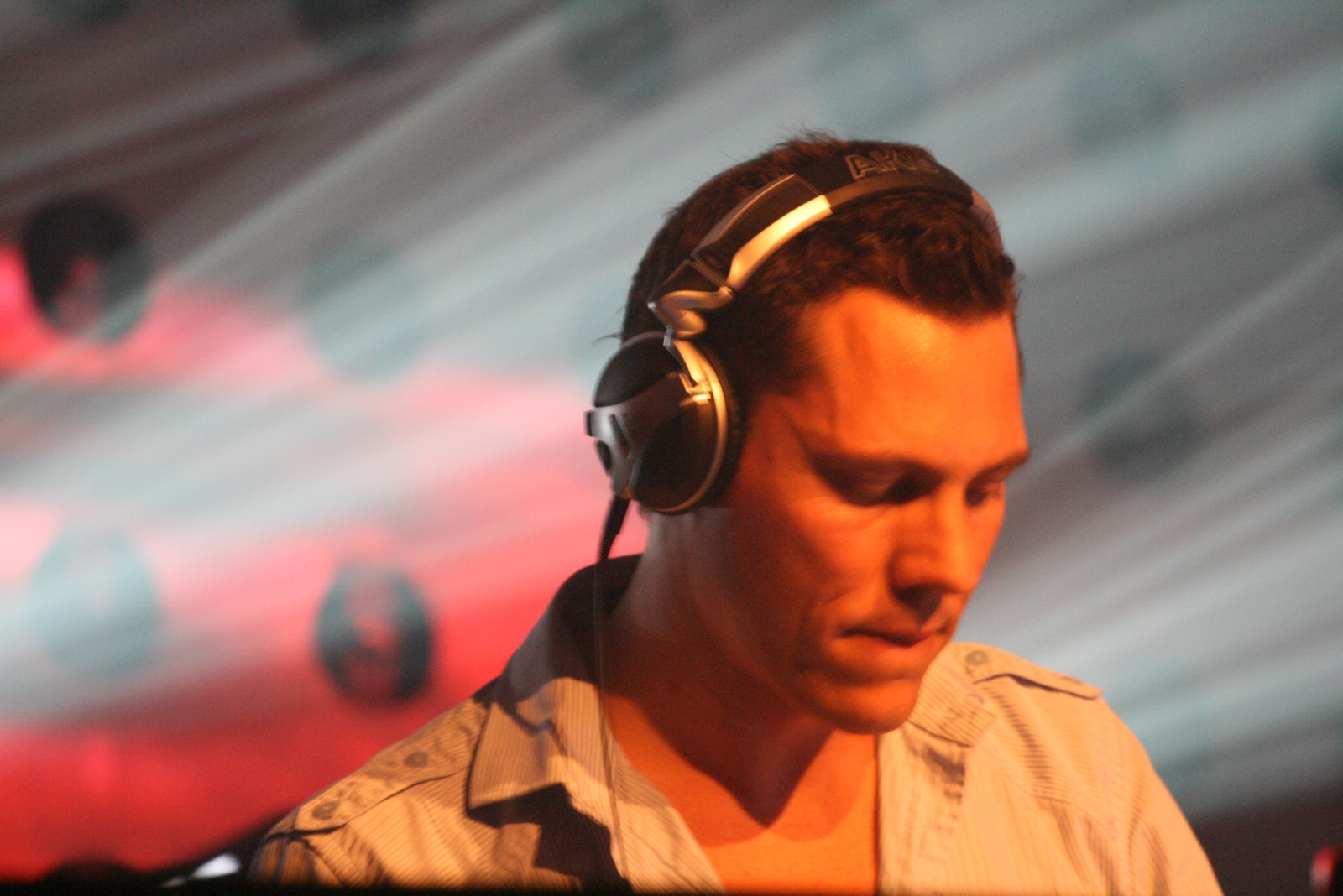
Tiësto op het lanceringsevent van "Elements of Life".

Op 2 februari 2002, de huwelijksdag van Willem-Alexander en Máxima, draaide Tiësto negen uur na elkaar platen tijdens de tweede editie van Dutch Dimension in de Heineken Music Hall te Amsterdam. Op 27 februari 2002 kreeg hij tijdens het Nederlands Muziekfeest te Amsterdam de Zilveren Harp uitgereikt. Op 3 juli 2002 werd Tiësto in Londen door DanceStar uitgeroepen tot beste club-dj ter wereld. In 2002 nam Tiësto bij de verkiezingen van 's werelds beste 100 dj's dat werd georganiseerd door het Britse blad DJ Magazine, de eerste plaats van de Brit John Digweed over. Het jaar daarop wist hij die eerste plaats te behouden.
Op 11 januari 2003 kreeg Tiësto tijdens het Noorderslag Festival in Groningen, de jaarlijkse Popprijs uitgereikt. Ook won hij in april een TMF Award in de categorie Beste Nationale Dance-act en Beste Nationale DJ. Op 20 september van dat jaar vond op de Grote Markt te Breda, de officiële wereldpremière plaats van de dvd Tiësto In Concert. Op 11 oktober 2003 stond zijn nummer Traffic op nummer 1 de Mega Top 50. 
Op 10 mei 2003 (en tevens 29 oktober 2004 en 30 oktober 2004) had hij als internationale dj de primeur om voor een vol GelreDome in Arnhem solo-concerten te geven. Tevens ontving hij een eigen tegel op de Walk of Fame voor de hoofdingang van het Arnhemse stadion. Later in 2004 volgde een concert voor meer dan 20.000 mensen in de Ethias Arena in Hasselt. Op 20 mei 2004 werd Tiësto in Breda benoemd tot Officier in de Orde van Oranje Nassau. Dezelfde dag kwam zijn album Just Be uit. Bettina Holwerda zong op Just Be 'karaoke style' een medley tijdens de TMF Awards in België. Op 13 augustus 2004 was hij in Athene de eerste dj die de Olympische Spelen muzikaal mocht openen. In oktober bracht hij het album Parade of The Athletes uit met de muziek van de openingsceremonie. Op 28 oktober 2004 werd hij voor de derde achtereenvolgende keer uitgeroepen tot 's werelds beste dj, een plaats die hij in 2005 heeft moeten afstaan aan de Duitse dj Paul van Dyk. Op 1 april 2005 won Tiësto 3 TMF Awards: 538 Best Single Award, een prijs voor Best Dance en de Lifetime Achievement Award. Op 1 oktober 2005 won Tiësto zijn 4e TMF Award: Beste DJ Internationaal in België.
Op 10 juni 2006 gaf Tiësto een gratis openluchtconcert in het kader van de Volvo Ocean Race op een ponton op de Maas in Rotterdam, dat toen een etappeplaats was. Op 13 oktober 2006 won hij de TMF Award voor Beste DJ in Nederland en gaf tijdens de uitreiking een verrassingsoptreden met de Blue Man Group. Op 14 oktober 2006 won hij de Belgische Totally TMF Award for Outstanding Achievement in Music. Op 22 oktober 2006 trad hij na lange tijd weer in een Nederlandse club (Paradiso) op, tijdens het 'Amsterdam Dance Event'. In de 2006 DJ Poll behaalde hij toch een derde plaats, ondanks zijn oproep om op jonger talent te stemmen.
Vanaf 6 april 2007 presenteerde hij elke vrijdagavond van 22.00 tot 00.00 uur het programma Tiësto's Club Life op Radio 538. Aanvankelijk heette de show Club Nouveau, maar na een juridisch conflict met een Belgische dj die deze naam eerder gebruikte werd de naam veranderd in Tiësto's Club Life. Naast zijn eigen show had hij een item (Tiësto's TOTW) in het wekelijkse danceprogramma Dance Department van de zender. Op 19 mei 2007 gaf Tiësto het kick-offconcert van zijn nieuwe wereldtournee "Elements of Life" in de Ethias Arena in Hasselt voor meer dan 20.000 toeschouwers. Op 2 juni 2007 gaf hij wederom een concert in het GelreDome. Het vermogen van Tiësto werd in 2008 door het blad Quote geschat op 18,4 miljoen euro.

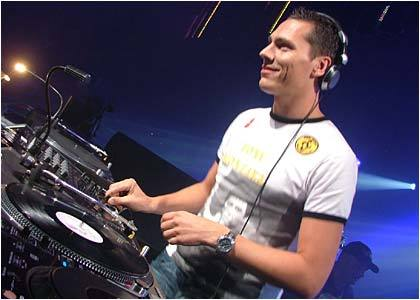
Een optreden tijdens de tournee "Elements of Life".

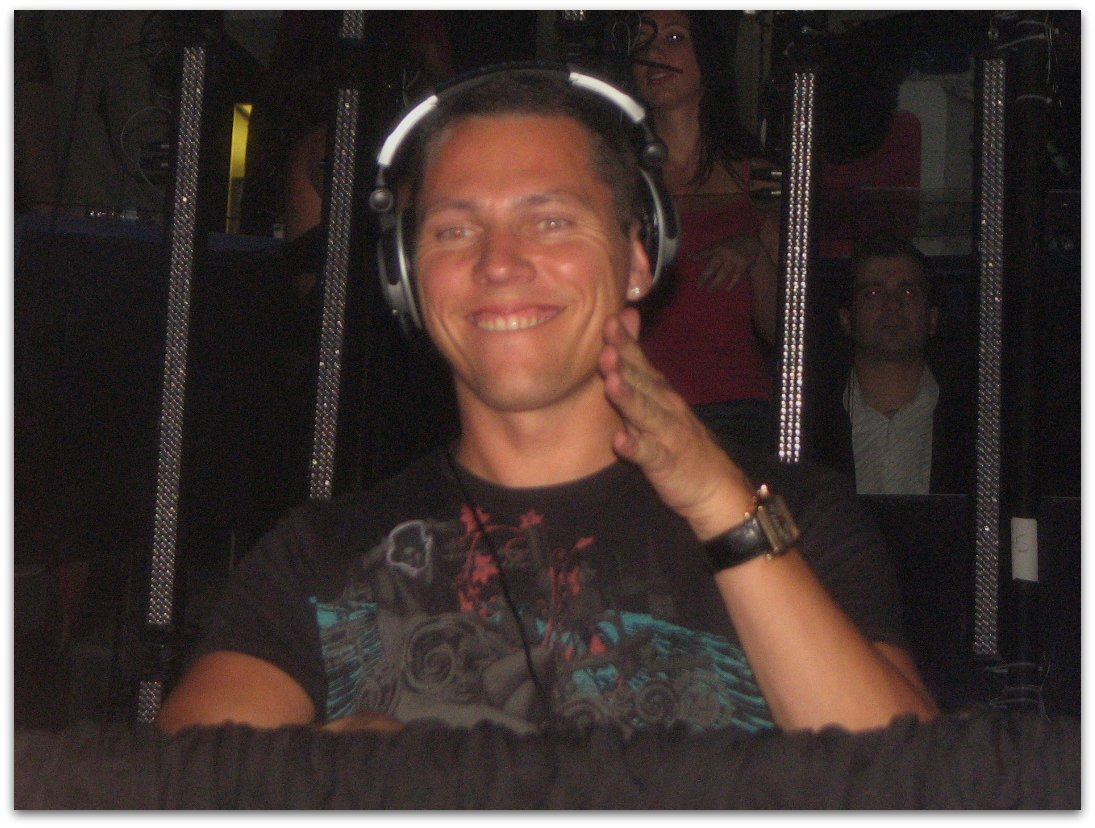
Tiësto in 2008.

Vanaf 2010 was Tiësto niet meer betrokken bij de succesvolle In Search Of Sunrise-cd's. Hij is verdergegaan met zijn nieuwe platenlabel Musical Freedom. Zijn nieuwe mix-albums zouden onder de naam A New Dawn worden uitgebracht. Op 30 april 2010 maakte DJ Tiësto zijn entree op het koninginnedagpodium op het Museumplein in Amsterdam. Hij trad op als afsluiter van het festival voor een kleine 100.000 man.
Vanaf 4 maart 2011 was Tiësto niet langer te horen op Radio 538, maar presenteerde vanaf 3 april 2011 wel elke zaterdag op 3FM Tiësto's Club Life van 00.00 tot 02.00 uur onder dezelfde naam als bij Radio 538. In 2011 kwam in plaats van A New Dawn een nieuwe serie mixalbums: Club Life Las Vegas. In 2012 kwam het vervolg Club Life Miami uit. Op 20 januari 2012 kreeg DJ Tiësto tijdens de Bredase Cultuurnacht de Oeuvreprijs van Breda. Ook werd hij benoemd tot ereburger van Brabant.
In 2013 verruilde Tiësto Ibiza voor Las Vegas, waar hij een miljoenencontract tekende met Hakkasan, een gloednieuwe club. Tiësto verbond zich voor twintig maanden aan Hakkasan en gaf daar op 3 mei 2013 zijn eerste optreden. Naast Tiësto tekenden ook bekende dj's als Calvin Harris en Hardwell voor meerdere optredens bij Hakkasan. Volgens het Amerikaanse tijdschrift Forbes verdiende Tiësto in 2012 ongeveer 32 miljoen dollar. Mede hierdoor kwam hij in 2013 binnen in de Quote 500 op nummer 500 met een geschat vermogen van 54 miljoen euro.
Op 19 oktober 2013 won Tiësto de DJ Magazine Legend Award en werd hij nummer 4 in de DJ Magazine Top 100.
Eind 2014 maakte Tiësto in samenwerking met attractiepark Efteling een show voor de attractie Aquanura. Deze show, die op 16 december 2014 in première ging, omvat een dancemix van bekende Eftelingmelodieën en Tiësto-klassiekers en is te zien tijdens speciale dagen in de Efteling, zoals oud en nieuw, in de voorjaarsvakantie en op de negen zaterdagen van het Negen Pleinen Festijn. Begin februari 2015 won DJ Tiësto een Grammy Award voor zijn remix van het nummer All of Me van John Legend.
In maart 2015 kwam er een eind aan zijn programma op 3FM en stapte hij opnieuw over naar Radio 538, waar hij vanaf 2 mei 2015 te horen is met Clublife by Tiësto. In maart 2016 ontving Tiësto de Edison Oeuvreprijs. 
Op 11 februari 2024 zou hij als eerste dj optreden tijdens de Super Bowl. Hij zou daar voorafgaand aan de wedstrijd en in de pauzes optreden maar hij moest dit vanwege een noodsituatie in de familie afzeggen. Het optreden werd overgenomen door de Amerikaanse dj Kaskade.

### Privé
Tiësto huwde op 21 september 2019. In 2020 kreeg het koppel een dochter en in 2022 een zoon.

## Ontwikkeling
Tiësto is als dj van meerdere markten thuis. Zo was hij eind jaren negentig nog een echte trance-dj, sinds begin 21e eeuw begeeft hij zich in de genres trance, house en techno. Tijdens zijn reizen over de wereld, is hij met tal van stijlen in aanraking gekomen. In eerdere jaren trok hij vooral "clubbers" aan, later is zijn publiek ook verder gegroeid doordat ze van hem gehoord hadden via andere media.

## Muzikale stijl
De muziek van Tiësto situeerde zich oorspronkelijk in het club-trancegenre en het chill-out-trancegenre. De laatste jaren heeft hij zijn repertoire sterk verbreed door ook techno, minimal, house en electro te gaan draaien.
Enerzijds klinkt hij doorgaans vrolijk, vloeiend en sensueel, anderzijds klinken zijn klanken zeer feestelijk met dramatiek. Daarnaast speelt het vocale aspect een belangrijke rol in zijn werken, vooral zijn samenwerking met Sarah McLachlan en Kirsty Hawkshaw waren succesvol. Ook heeft Tiësto passages uit de klassieke muziek in zijn nummers verwerkt. Zo heeft hij het Adagio for Strings van de componist Samuel Barber bewerkt en voor het nummer Elements of Life bewerkte hij het klassieke muziekstuk Sarabande van de componist Georg Friedrich Händel.

## Pseudoniemen

### Aliassen
Da Joker, Paradise In Dubs, Roze, Steve Forte Rio, Stray Dog, Tom Ace, TST, Wild Bunch, Allure en VER:WEST.

### Onderdeel van
A3, Alibi (met Armin van Buuren), Andante, Clear View, Control Freaks, DJ Limited, DJ Misja, DJ Yves & DJ Maikel, Glycerine, Gouryella (met Ferry Corsten), Hammock Brothers, Hard Target, Jedidja, Kamaya Painters (met Benno de Goeij van Rank 1), Main Men, Major League (met Armin van Buuren), T-Scanner, TB X-Press, Storm & Montana, Two Deejays, Taxigirl (met Jes Brieden), Vimana (met Ferry Corsten), West & Storm

## Prijzen

### Nederlandse onderscheidingen en prijzen
- 2002: Zilveren Harp
- 2003: Popprijs 2002
- 2004: Officier in de Orde van Oranje-Nassau
- 2007: Exportprijs
- 2008: Gouden Harp
- 2013: Oeuvreprijs van de gemeente Breda
- 2013: Ereburgerschap van de provincie Noord-Brabant
- 2016: Edison Pop Oeuvreprijs
- 2017: Ereburger van de gemeente Breda
- 2022: Edison in de categorie Dance[15]
- 2023: Edison in de categorie Dance[16]

### Internationale prijzen
- 2007 - Nominatie van Elements of Life voor Best Electronic/Dance Album bij de 50e editie van de Grammy Awards.
- 2011 - Door Mixmag uitgeroepen als beste dj aller tijden.
- 2013 - Legend Award door de stemmers van de DJ Mag top 100.
- 2014 - Nominatie Grammy Award voor Best Remixed Recording, Non-Classical[17]
- 2015 - Grammy voor remix 'All Of Me'

Het Britse blad DJ Magazine publiceert elk jaar de lijst met de 100 populairste internationale dj's, gekozen door het publiek. De resultaten van Tiësto in deze lijst:
| Jaar   | 2000 | 2001 | 2002 | 2003 | 2004 | 2005 | 2006 | 2007 | 2008 | 2009 | 2010 | 2011 | 2012 | 2013 | 2014 | 2015 | 2016 | 2017 | 2018 | 2019 | 2020 | 2021 | 2022 |
| ------ | ---- | ---- | ---- | ---- | ---- | ---- | ---- | ---- | ---- | ---- | ---- | ---- | ---- | ---- | ---- | ---- | ---- | ---- | ---- | ---- | ---- | ---- | ---- |
| Plaats | 24   | 6    | 1    | 1    | 1    | 2    | 3    | 2    | 2    | 2    | 3    | 3    | 2    | 4    | 5    | 5    | 5    | 5    | 6    | 8    | 16   | 15   | 15   |

## Discografie

### Albums
| Album met eventuele hitnotering(en) in de Nederlandse Album Top 100 | Datum van verschijnen | Datum van binnenkomst | Hoogste positie | Aantal weken | Opmerkingen   |
| ------------------------------------------------------------------- | --------------------- | --------------------- | --------------- | ------------ | ------------- |
| In my memory                                                        | 2001                  | 03-11-2001            | 25              | 39           | als DJ Tiësto |
| Just Be                                                             | 2004                  | 22-05-2004            | 1(3wk)          | 62           |               |
| Parade of the athletes                                              | 2004                  | 23-10-2004            | 4               | 29           |               |
| Elements of life                                                    | 06-04-2007            | 07-04-2007            | 1(2wk)          | 25           |               |
| In Search of Sunrise 6, Ibiza                                       | 07-09-2007            | -                     |                 |              |               |
| Elements of life Remixed                                            | 25-04-2008            | 08-03-2008            | 61              | 14           |               |
| In Search of Sunrise 7, Asia                                        | 10-06-2008            | -                     |                 |              |               |
| Kaleidoscope                                                        | 02-10-2009            | 10-10-2009            | 2               | 42           |               |
| Magikal journey - The hits collection 1998-2008                     | 14-05-2010            | 22-05-2010            | 11              | 19           | Verzamelalbum |
| Kaleidoscope Remixed                                                | 2010                  | 11-09-2010            | 37              | 3            |               |
| A town called paradise                                              | 2014                  | 21-06-2014            | 11              | 10           |               |
| The London Sessions                                                 | 2020                  | 23-05–2020            | 54              | 1            |               |

| Album met hitnotering(en) in de Vlaamse Ultratop 200 albums | Datum van verschijnen | Datum van binnenkomst | Hoogste positie | Aantal weken | Opmerkingen   |
| ----------------------------------------------------------- | --------------------- | --------------------- | --------------- | ------------ | ------------- |
| Just be                                                     | 2004                  | 29-05-2004            | 2               | 48           |               |
| Parade of the athletes                                      | 2004                  | 23-10-2004            | 18              | 35           |               |
| Live at Innercity, Amsterdam-Rai                            | 2005                  | 10-12-2005            | 57              | 8            | als DJ Tiësto |
| Elements of life                                            | 2007                  | 14-04-2007            | 3               | 29           |               |
| Kaleidoscope                                                | 2009                  | 10-10-2009            | 13              | 16           |               |
| Magikal journey - The hits collection 1998-2008             | 2010                  | 22-05-2010            | 2               | 18           | Verzamelalbum |
| Kaleidoscope remixed                                        | 2010                  | 18-09-2010            | 38              | 2            |               |
| A town called paradise                                      | 2014                  | 28-06-2014            | 26              | 12           |               |

### Singles
| Single met eventuele hitnotering(en) in de Nederlandse Top 40 | Datum van verschijnen | Datum van binnenkomst | Hoogste positie | Aantal weken | Opmerkingen                                                                               |
| ------------------------------------------------------------- | --------------------- | --------------------- | --------------- | ------------ | ----------------------------------------------------------------------------------------- |
| Flight 643                                                    | 2001                  | 25-08-2001            | 8               | 9            | als DJ Tiësto / Nr. 7 in de Single Top 100                                                |
| Suburban Train / Urban Train                                  | 2001                  | 17-11-2001            | 34              | 4            | als DJ Tiësto / Nr. 43 in de Single Top 100 / Dancesmash op Radio 538                     |
| Lethal Industry                                               | 2002                  | 30-03-2002            | 7               | 12           | als DJ Tiësto / Nr. 6 in de Single Top 100 / Dancesmash op Radio 538                      |
| 643 (Love's on Fire)                                          | 2002                  | 10-08-2002            | tip5            | -            | als DJ Tiësto / met Suzanne Palmer / Nr. 55 in de Single Top 100                          |
| Rain Down on Me (Tiësto remix)                                | 2003                  | 12-07-2003            | 6               | 12           | met Kane / Nr. 3 in de Single Top 100 / Dancesmash op Radio 538                           |
| Traffic                                                       | 2003                  | 27-09-2003            | 2               | 21           | Nr. 1 in de Single Top 100 / Dancesmash op Radio 538                                      |
| Love Comes Again                                              | 2004                  | 24-04-2004            | 3               | 19           | met BT / Nr. 4 in de Single Top 100 / Alarmschijf / Dancesmash op Radio 538               |
| Just Be                                                       | 2004                  | 16-10-2004            | 3               | 14           | met Kirsty Hawkshaw / Nr. 12 in de Single Top 100 / Alarmschijf / Dancesmash op Radio 538 |
| Adagio for Strings                                            | 2004                  | -                     |                 |              | Dancesmash op Radio 538                                                                   |
| He's a Pirate (Tiësto remix)                                  | 2006                  | 15-07-2006            | 5               | 17           | met Klaus Badelt / Nr. 5 in de Single Top 100 / Dancesmash op Radio 538                   |
| Dance4Life                                                    | 2006                  | 26-08-2006            | 3               | 22           | met Maxi Jazz / Nr. 4 in de Single Top 100 / Dancesmash op Radio 538                      |
| In the Dark                                                   | 2007                  | 31-03-2007            | 2               | 14           | met Christian Burns / Nr. 4 in de Single Top 100 / Alarmschijf                            |
| Break My Fall                                                 | 2007                  | 28-07-2007            | 13              | 9            | met BT / Nr. 13 in de Single Top 100                                                      |
| Elements of Life (Live from Copenhagen)                       | 2008                  | 22-03-2008            | tip4            | -            | Nr. 19 in de Single Top 100                                                               |
| Edward Carnby                                                 | 2008                  | 29-11-2008            | tip2            | -            | presents Alone in the Dark / Nr. 23 in de Single Top 100                                  |
| I Will Be Here                                                | 2009                  | 01-08-2009            | 28              | 7            | met Sneaky Sound System / Nr. 33 in de Single Top 100 / Alarmschijf                       |
| Escape Me                                                     | 2009                  | 30-10-2009            | 22              | 7            | met C.C. Sheffield / Nr. 52 in de Single Top 100                                          |
| Feel It                                                       | 2010                  | 30-01-2010            | tip10           | -            | met Three 6 Mafia, Sean Kingston & Flo Rida / Nr. 62 in de Single Top 100                 |
| Who Wants to Be Alone                                         | 2010                  | 13-03-2010            | 17              | 11           | met Nelly Furtado / Nr. 34 in de Single Top 100                                           |
| Feel It in My Bones                                           | 2010                  | 05-06-2010            | tip7            | -            | met Tegan & Sara                                                                          |
| C'mon (Catch 'em By Surprise)                                 | 2011                  | 29-01-2011            | 5               | 7            | met Diplo & Busta Rhymes / Nr. 8 in de Single Top 100                                     |
| Zero 76                                                       | 2011                  | 26-03-2011            | tip2            | -            | met Hardwell / Nr. 19 in de Single Top 100                                                |
| We Own the Night                                              | 2012                  | 14-04-2012            | tip5            | -            | met Wolfgang Gartner & Luciana / Nr. 80 in de Single Top 100                              |
| Take Me                                                       | 2013                  | 06-07-2013            | tip1            | -            | met Kyler England                                                                         |
| Get Loose (Tiësto remix)                                      | 2013                  | 27-07-2013            | 24              | 8            | met Showtek & Noisecontrollers / Nr. 32 in de Single Top 100                              |
| Red Lights                                                    | 2013                  | 11-01-2014            | 22              | 19           | Nr. 42 in de Single Top 100                                                               |
| Wasted                                                        | 2014                  | 10-05-2014            | 9               | 20           | met Matthew Koma / Nr. 15 in de Single Top 100 / Alarmschijf                              |
| Light Years Away                                              | 2014                  | 01-11-2014            | tip1            | -            | met DBX                                                                                   |
| Secrets                                                       | 2015                  | 25-04-2015            | 26              | 9            | met KSHMR & Vassy / Nr. 21 in de Single Top 100                                           |
| The Only Way Is Up                                            | 2015                  | 16-05-2015            | tip2            | -            | met Martin Garrix / Nr. 74 in de Single Top 100                                           |
| L'amour tourjours (Tiësto edit)                               | 2015                  | 27-09-2015            | tip2            | -            | met Dzeko, Torres & Delaney Jane                                                          |
| Chemicals                                                     | 2015                  | 17-10-2015            | tip8            | -            | met Don Diablo & Thomas Troelsen                                                          |
| Get Down                                                      | 2016                  | 09-01-2016            | tip17           | -            | met Tony Junior                                                                           |
| The Right Song                                                | 2016                  | 27-02-2016            | 35              | 3            | met Oliver Heldens & Natalie La Rose / Nr. 46 in de Single Top 100                        |
| Summer Nights                                                 | 2016                  | 02-07-2016            | 23              | 7            | met John Legend / Nr. 57 in de Single Top 100                                             |
| Dancing on My Own (Tiësto remix)                              | 2016                  | 29-10-2016            | tip12           | -            | met Calum Scott                                                                           |
| On My Way                                                     | 2017                  | 28-01-2017            | 26              | 5            | met Bright Sparks / Nr. 64 in de Single Top 100                                           |
| Harder                                                        | 2017                  | 24-06-2017            | tip11           | -            | met Kshmr & Talay Riley                                                                   |
| Carry You Home                                                | 2017                  | 04-11-2017            | 38              | 2            | met Stargate & Aloe Blacc                                                                 |
| Boom                                                          | 2018                  | 03-02-2018            | tip2            | -            | met Sevenn & Gucci Mane                                                                   |
| Jackie Chan                                                   | 2018                  | 02-06-2018            | 2               | 20           | met Dzeko, Preme & Post Malone / Nr. 7 in de Single Top 100                               |
| Ritual                                                        | 31-05-2019            | 08-06-2019            | 5               | 26           | met Jonas Blue & Rita Ora                                                                 |
| God Is a Dancer                                               | 20-09-2019            | 21-09-2019            | 16              | 16           | met Mabel / Alarmschijf                                                                   |
| Blue                                                          | 2019                  | 14-12-2019            | tip4            | -            | met Stevie Appleton                                                                       |
| Nothing Really Matters                                        | 2020                  | 25-04-2020            | 17              | 10           | met Becky Hill / Alarmschijf                                                              |
| The Business                                                  | 2020                  | 03-10-2020            | 1(7wk)          | 30           | Alarmschijf                                                                               |
| Don't Be Shy                                                  | 2021                  | 21-08-2021            | 16              | 14           | met Karol G                                                                               |
| Oohla Oohla                                                   | 2021                  | 23-10-2021            | tip21           | -            | met Lucas & Steve                                                                         |
| The Motto                                                     | 2021                  | 20-11-2021            | 1(3wk)          | 27           | met Ava Max / Alarmschijf                                                                 |
| Hot in It                                                     | 2022                  | 09-07-2022            | 12              | 16           | met Charli XCX                                                                            |
| 10:35                                                         | 2022                  | 18-11-2022            | 12              | 19           | met Tate McRae                                                                            |
| Lay Low                                                       | 2022                  | 14-01-2023            | 4               | 30*          |                                                                                           |

| Single met hitnotering(en) in de Vlaamse Ultratop 50 | Datum van verschijnen | Datum van binnenkomst | Hoogste positie | Aantal weken | Opmerkingen                        |
| ---------------------------------------------------- | --------------------- | --------------------- | --------------- | ------------ | ---------------------------------- |
| Lethal Industry                                      | 2002                  | 25-05-2002            | 15              | 11           | als DJ Tiësto                      |
| 643 (Love's on Fire)                                 | 2002                  | 24-08-2002            | 50              | 1            | als DJ Tiësto / met Suzanne Palmer |
| Traffic                                              | 2003                  | 04-10-2003            | 3               | 23           |                                    |
| Rain Down on Me (Tiësto remix)                       | 2003                  | 24-01-2004            | 1(2wk)          | 20           | met Kane                           |
| Love Comes Again                                     | 2004                  | 24-04-2004            | 6               | 12           | met BT                             |
| Just Be                                              | 2004                  | 30-10-2004            | 8               | 12           | met Kirsty Hawksaw                 |
| He's a Pirate (Tiësto remix)                         | 2006                  | 29-07-2006            | 10              | 21           | met Klaus Badelt                   |
| Dance4Life                                           | 2006                  | 02-09-2006            | 5               | 20           | met Maxi Jazz                      |
| In the Dark                                          | 2007                  | 21-04-2007            | 27              | 5            | met Christian Burns                |
| Break My Fall                                        | 2007                  | 18-08-2007            | tip9            | -            | met BT                             |
| Who Wants to Be Alone                                | 2010                  | 20-03-2010            | 39              | 1            | met Nelly Furtado                  |
| C'mon (Catch 'em By Surprise)                        | 2011                  | 05-02-2011            | 39              | 3            | met Diplo & Busta Rhymes           |
| Zero 76                                              | 2011                  | 26-03-2011            | tip32           | -            | met Hardwell                       |
| Maximal Crazy                                        | 2011                  | 17-12-2011            | tip30           | -            |                                    |
| We Own the Night                                     | 2012                  | 28-04-2012            | tip39           | -            | met Wolfgang Gartner & Luciana     |
| Take Me                                              | 2013                  | 20-07-2013            | tip43           | -            | met Kyler England                  |
| Red Lights                                           | 2013                  | 18-01-2014            | tip32           | -            |                                    |
| Wasted                                               | 2014                  | 17-05-2014            | tip10           | -            | met Matthew Koma                   |
| Light Years Away                                     | 2014                  | 01-11-2014            | tip67           | -            | met DBX                            |
| Secrets                                              | 2015                  | 18-04-2015            | tip28           | -            | met KSHMR & Vassy                  |
| Chemicals                                            | 2015                  | 17-10-2015            | tip26           | -            | met Don Diablo & Thomas Troelsen   |
| Wombass                                              | 2015                  | 12-12-2015            | tip44           | -            | met Oliver Heldens                 |
| Get Down                                             | 2016                  | 06-02-2016            | tip             | -            | met Tony Junior                    |
| Summer Nights                                        | 2016                  | 02-07-2016            | tip             | -            | met John Legend                    |
| Lethal Industry 2016                                 | 2016                  | 30-07-2016            | tip             | -            |                                    |
| On My Way                                            | 2017                  | 18-02-2017            | tip             | -            | met Bright Sparks                  |
| Ten Seconds Before Sunrise                           | 2017                  | 13-05-2017            | tip             | -            | Moska remix                        |
| Carry You Home                                       | 2017                  | 21-10-2017            | tip             | -            | met Stargate & Aloe Blacc          |
| Boom                                                 | 2018                  | 24-02-2018            | tip             | -            | met Sevenn & Gucci Mane            |
| Jackie Chan                                          | 2018                  | 14-07-2018            | 13              | 18           | met Dzeko, Preme & Post Malone     |
| Grapevine                                            | 2018                  | 10-11-2018            | tip             | -            |                                    |
| Halfway There                                        | 2019                  | 18-05-2019            | tip             | -            | met Dzeko en Lena Leon             |
| Ritual                                               | 2019                  | 15-06-2019            | 10              | 26           | met Jonas Blue en Rita Ora         |
| Blue                                                 | 2019                  | 21-12-2019            | tip             | -            | met Steve Appleton                 |
| Nothing Really Matters                               | 2020                  | 25-04-2020            | tip6            | -            | met Becky Hill                     |
| 5 Seconds Before Sunrise                             | 2020                  | 15-08-2020            | tip             | -            | als Ver:West                       |
| Coffee (Give Me Something)                           | 2020                  | 22-08-2020            | tip             | -            | met Vintage Future                 |
| The Business                                         | 2020                  | 03-10-2020            | 2               | 32           | Platina                            |
| Fool's Gold (Tiësto 24 Karat Gold Edition)           | 2021                  | 22-05-2021            | tip             | -            | met Sofia Carson                   |
| The Motto                                            | 2021                  | 11-12-2021            | 3               | 33           | met Ava Max                        |
| Lay Low                                              | 2023                  | 18-03-2023            | 13              | 19*          |                                    |

### Dvd's
| Dvd's met eventuele hitnoteringen in de Nederlandse Music Top 30 | Datum van verschijnen | Datum van binnenkomst | Hoogste positie | Aantal weken | Opmerkingen |
| ---------------------------------------------------------------- | --------------------- | --------------------- | --------------- | ------------ | ----------- |
| Another day at the office                                        | 2003                  | 12-07-2003            | 2               | 8            |             |
| In concert                                                       | 2003                  | 11-10-2003            | 1(6wk)          | 46           |             |
| In concert - Arnhem, GelreDome                                   | 2004                  | 11-12-2004            | 1(6wk)          | 31           |             |
| Copenhagen - Elements of life world tour                         | 2008                  | 08-03-2008            | 1(6wk)          | 38           |             |

| Dvd's met hitnoteringen in de Vlaamse Ultratop muziek-dvd top 10/20 | Datum van verschijnen | Datum van binnenkomst | Hoogste positie | Aantal weken | Opmerkingen |
| ------------------------------------------------------------------- | --------------------- | --------------------- | --------------- | ------------ | ----------- |
| In concert                                                          | 2004                  | 20-03-2004            | 1(4wk)          | 73           |             |
| Copenhagen - Elements of life world tour                            | 2008                  | 08-03-2008            | 1(8wk)          | 28           |             |

### NPO Radio 2 Top 2000
| Nummers met noteringen in de NPO Radio 2 Top 2000 | '16  | '17  | '18  | '19  | '20  | '21  | '22  | '23  | '24  |
| ------------------------------------------------- | ---- | ---- | ---- | ---- | ---- | ---- | ---- | ---- | ---- |
| Adagio for Strings                                | -    | -    | -    | -    | -    | -    | 1989 | 1521 | 1297 |
| Silence (met Sarah McLachlan & Delerium)          | -    | -    | 1773 | 1679 | 1630 | 1642 | 1832 | 1687 | 1546 |
| The Business                                      | ×    | ×    | ×    | ×    | -    | 1527 | 1879 | -    | -    |
| Traffic                                           | 1558 | 1214 | 1357 | 1161 | 879  | 905  | 1253 | 1176 | 1366 |

1. ↑  Een '-' betekent dat het nummer niet was genoteerd, een '×' betekent dat het nummer nog niet was uitgebracht en een vetgedrukt getal geeft de hoogste notering van een nummer aan.
2. ↑  2016 was het eerste jaar met een notering voor Tiësto.